# Японски експериментален модул
Японският експериментален модул или Кибо (на японски: きぼう, Надежда) е японски сегмент за Международната космическа станция, разработен от Японската агенция за аерокосмически изследвания.
Основният му модул е най-големият модул за МКС. Кибо е доставен в САЩ, от където е изстрелян на космическа совалка. За изстрелването му са нужни три полета. Това става с полети STS-123, STS-124 и последния STS-127.

## Извеждане в космоса
- 11 март 2008 – херметизираният товарен модул на Кибо е изстрелян на борда на космическата совалка Индевър на мисия STS-123.[2]
- 14 юни 2008 – херметизиран експериментален модул; система за дистанционно манипулиране. Компонентите са изстреляни на борда на космическата совалка Дискавъри на мисия STS-124.[3]
- 15 юли 2009 – външна експериментална платформа; външна товарна платформа. Компонентите са изстреляни на борда на космическата совалка Индевър на мисия STS-127.[4]

## Инсталиране
- Доставяне на херметизирания товарен модул
- Доставяне на херметизирания експериментален модул и системата за дистанционно манипулиране. Преместване на херметизирания товарен модул
- Доставяне на външната експериментална платформа и външната товарна платформа
- Пристигане на товарния кораб H-II

## Компоненти
Кибо се състои от пет компонента:
- Херметизиран експериментален модул (ЯЕМ-ХЕМ) – това е основният компонент на Кибо. Има цилиндрична форма, дълъг е 11,2 метра и има диаметър 4,4 метра. Съдържа 10 международни експериментални шкафа.
- Външна експериментална платформа (ЯЕМ-ВЕП) (наричана още „Терса“) – намира се от лявата страна на ЯЕМ-ХЕМ (който е екипиран с шлюз). На него се провеждат експерименти извън станцията в условията на открития космос.
- Експериментален товарен модул (ЕТМ) – съставен е от два компонента:
  - Херметизиран модул (ЕТМ-ХМ) – служи за съхранение на товари. Прикрепен е към (ЯЕМ-ХЕМ).
  - Външна платформа (ЕТМ-ВП) – служи за складиране на товари и екипировка отвън станцията.
- Система за дистанционно манипулиране (СДМ) – роботизирана ръка, монтирана от лявата страна на (ЯЕМ-ХЕМ). Предназначена е да обслужва (ЕТМ-ХМ) и (ЕТМ-ВП).

- Херметизиран експериментален модул
- Херметизиран товарен модул
- Външна експериментална платформа
- Външна товарна платформа
- Система за дистанционно манипулиране

## Спецификации
- Херметизиран експериментален модул[5]
  - Дължина: 11,2 м
  - Диаметър: 4,4 м
  - Маса: 15 900 кг
- Херметизиран товарен модул[6]
  - Дължина: 3,9 м
  - Диаметър: 4,4 м
  - Маса: 4200 кг
- Външна експериментална платформа[7]
  - Дължина: 6 м
  - Ширина: 5 м
  - Височина: 4 м
  - Маса: 4000 кг
- Външна товарна платформа[8]
  - Дължина: 4,2 м
  - Ширина: 4,9 м
  - Височина: 2,2 м
  - Маса: 1200 кг
- Система за дистанционно манипулиране[9]
  - Дължина: 9,9 м
  - Дължина на малките ръце: 1,7 м